# ラモン・ラミレス (左投手)
ラモン・ラミレス（Ramon Ramirez, 1977年2月25日 - ）はパナマ共和国出身の元野球選手(投手)。左投左打。

## 経歴
2005年の第36回IBAFワールドカップの銅メダル獲得時のメンバーでもある。
2006年3月に第1回WBCのパナマ代表に選出された。
2007年は7月に2007年パンアメリカン競技大会の野球パナマ代表に選出された。11月に第37回IBAFワールドカップのパナマ代表に選出された。

## 詳細情報

### 代表歴
- 2005 IBAFワールドカップ パナマ代表
- 2006 ワールド・ベースボール・クラシック・パナマ代表
- 2007 IBAFワールドカップ パナマ代表
- 2007年パンアメリカン競技大会野球パナマ代表